# Татков Ігор Андрійович
Татков Ігор Андрійович (12 травня 1928, Київ, УРСР — 8 грудня 1995, Київ, Україна) — український редактор, сценарист.
Народився 1928 р. в Києві. Закінчив факультет журналістики Київського державного університету ім. Т. Г. Шевченка (1958).
Працював редактором Держкомітету по радіомовленню і телебаченню при Раді міністрів України, оглядачем, заввідділу науки і культури РАТАУ, старшим редактором «Київнаукфільму», редактором багатотиражної газети Київської кіностудії ім. О. П. Довженка «Екран і життя».
Був членом Спілки кінематографістів України.

## Фільмографія
Вів фільми:
- «Чи думають тварини?» (1970, реж. Ф. Соболєв)
- «Я та інші» (1971, реж. Ф. Соболєв)
- «Рішення підказує АСУ» (1971)
- «Маскарад шестиногих» (1972)
- «Творці нових молекул» (1972) тощо.

Автор сценаріїв науково-популярних фільмів:
- «Механізація тваринницьких ферм» (1966)
- «Шосейні шляхи» (1967)
- «Біологічний метод боротьби з шкідниками сільськогосподарських культур» (1970)
- «Біоструми наказують» (1971, Золота медаль ВДНГ, 1972)
- «Оголошується посадка» (1972)
- «Повість про сталевий потік» (1973) та ін.